# 화랑대역 (폐역)
화랑대역(花郞臺驛)은 경춘선에 위치한 철도역이었다. 역명은 인근 대한민국 육군사관학교의 별칭에서 따온 것이며, 개통 당시 역 이름은 태릉역(泰陵驛)이었다.

## 역 정보
폐역 이전에는 1일 7회의 무궁화호가 정차하였다. 그러나 복선 전철화로 경춘선의 선로가 이 역을 경유하지 않고 망우 - 갈매를 잇는 노선으로 이설되었고, 이로 인하여 기존 성북 - 퇴계원 구간이 폐선되면서 화랑대역도 함께 폐지되었다. 마지막 화랑대 역장은 신설된 상봉역의 역장이 되었으며, 한국철도 100주년 기념 스탬프는 상봉역을 거쳐 광운대역으로 이관되었다. 경춘선과 6호선의 환승은 폐역 9년뒤 6호선 신내역이 개통하며 가능해졌다.
과거 논산 육군훈련소에서 기초군사훈련을 마친 카투사 지원병들이 캠프 잭슨에 위치한 카투사교육대로 입소하기 위하여 이 역까지 운행하는 열차가 정차하였다. 역사는 국가등록문화재 제300호로 지정되어 폐역 이후에도 그대로 남았으며, 박물관으로 바뀌었다. 승강장 주변에 미카형·혀기형 증기 기관차 및 협궤 객차가 전시되었으며, 2018년에 경춘선숲길과 연계한 철도공원이 들어섰다.

## 연혁
- 1939년 7월 20일: 태릉역(泰陵驛)으로 영업 개시[2]
- 1958년 1월 1일: 화랑대역(花郞臺驛)으로 역명 변경[3]
- 1976년 7월 10일: 화물취급 중지[4]
- 1977년 5월 16일: 수소화물취급 중지[5]
- 2000년 1월 1일: 화물취급 개시[6]
- 2004년 4월 1일: 통일호 열차 폐지 및 무궁화호 승격.
- 2006년 12월 4일: 역사 국가등록문화재로 지정
- 2010년 9월 1일 : 화물취급 중지[7]
- 2010년 12월 21일 : 경춘선 복선 전철화 사업 개통으로 성북-퇴계원 구간이 폐지되면서 폐역.[8]

### 승강장
| 1 | 경춘선 | 성북·청량리 방면            |
| 2 | 경춘선 | 청평·가평·강촌, 남춘천 방면 |

## 역 주변
- 육군사관학교
- 서울여자대학교
- 태릉선수촌
- 서울 지하철 6호선 화랑대역

## 사진

역사 (광장쪽)
역사 (선로쪽)
승강장
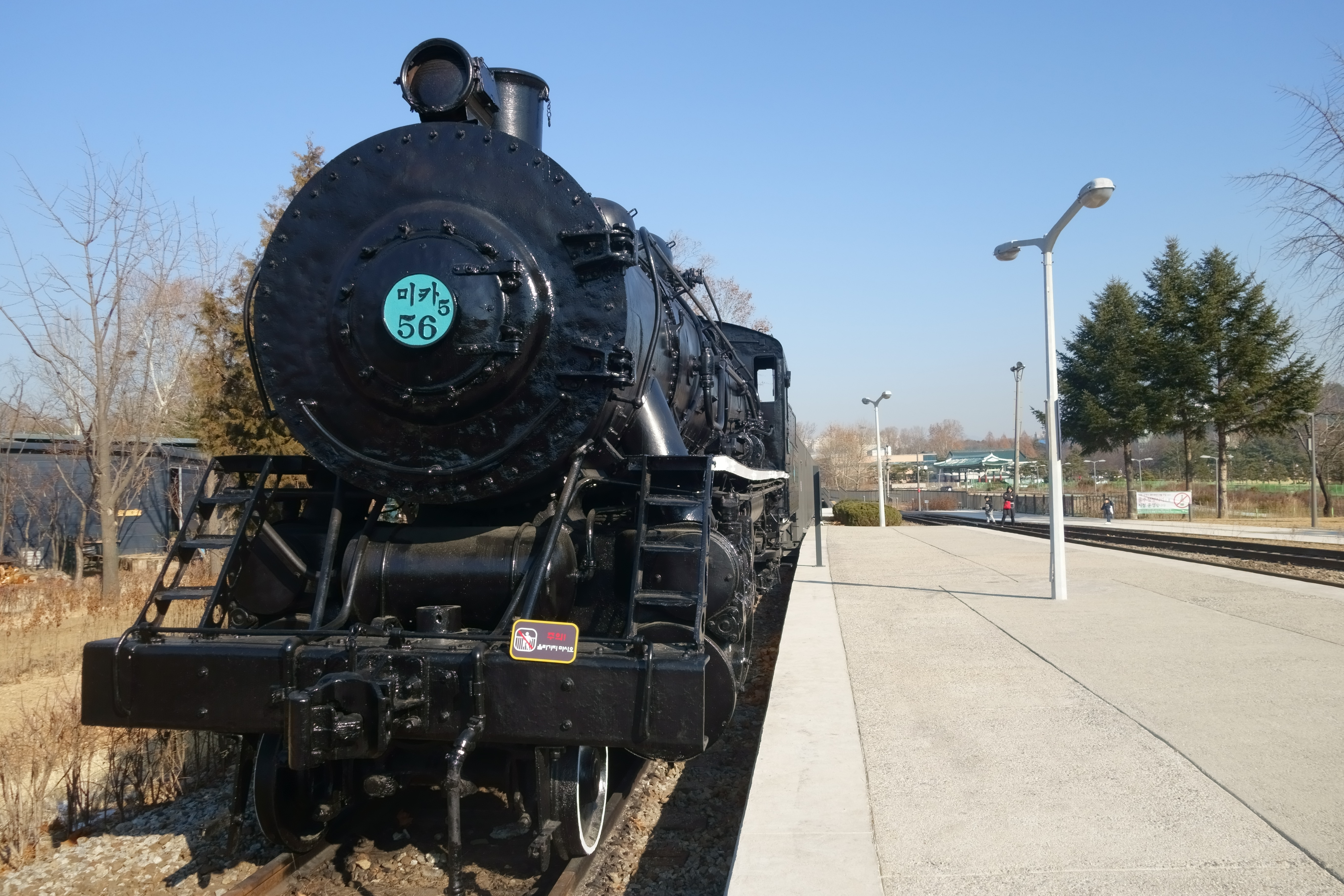
미카형 증기 기관차 5-56호
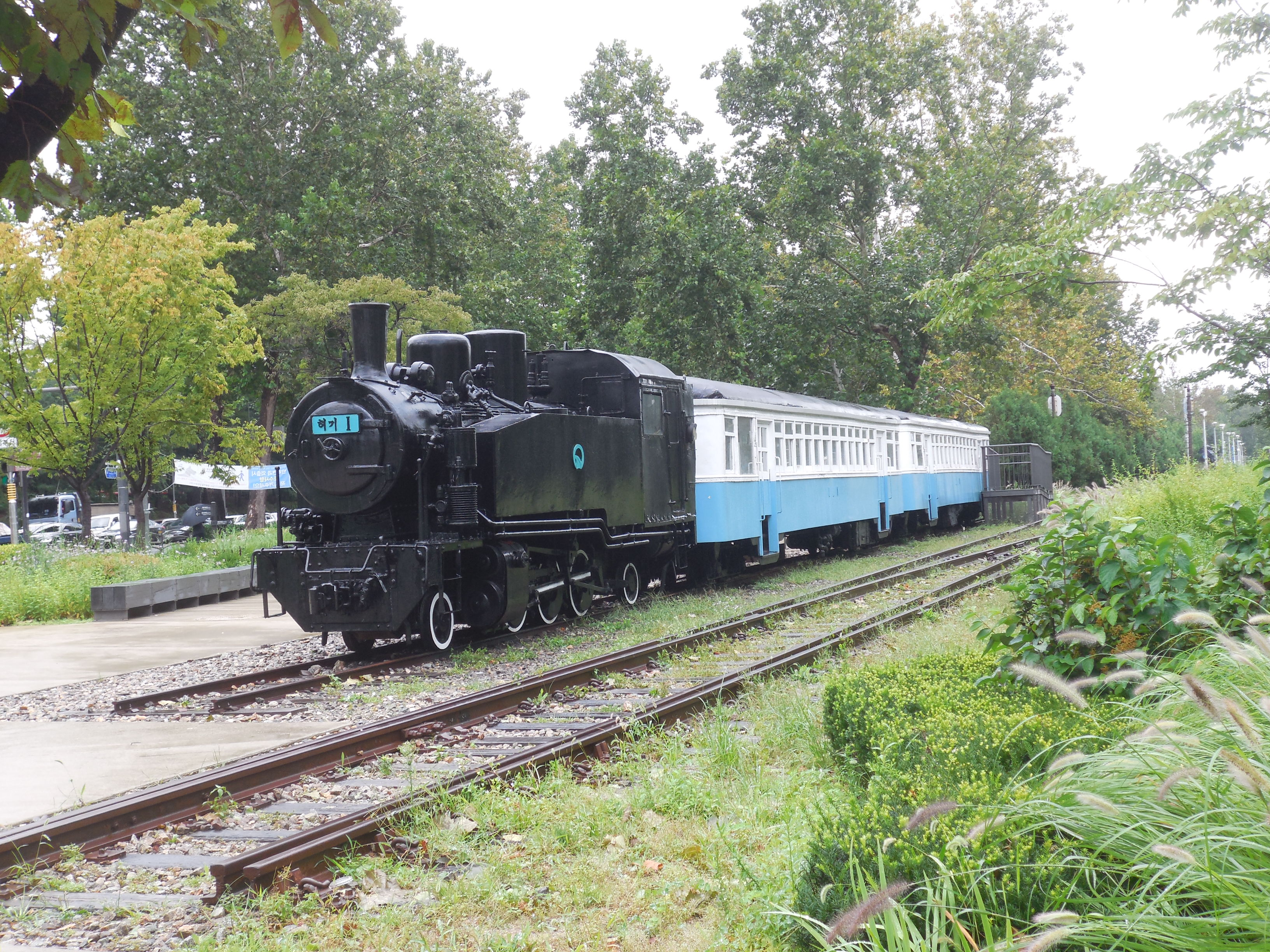
혀기1형 증기 기관차와 협궤 객차
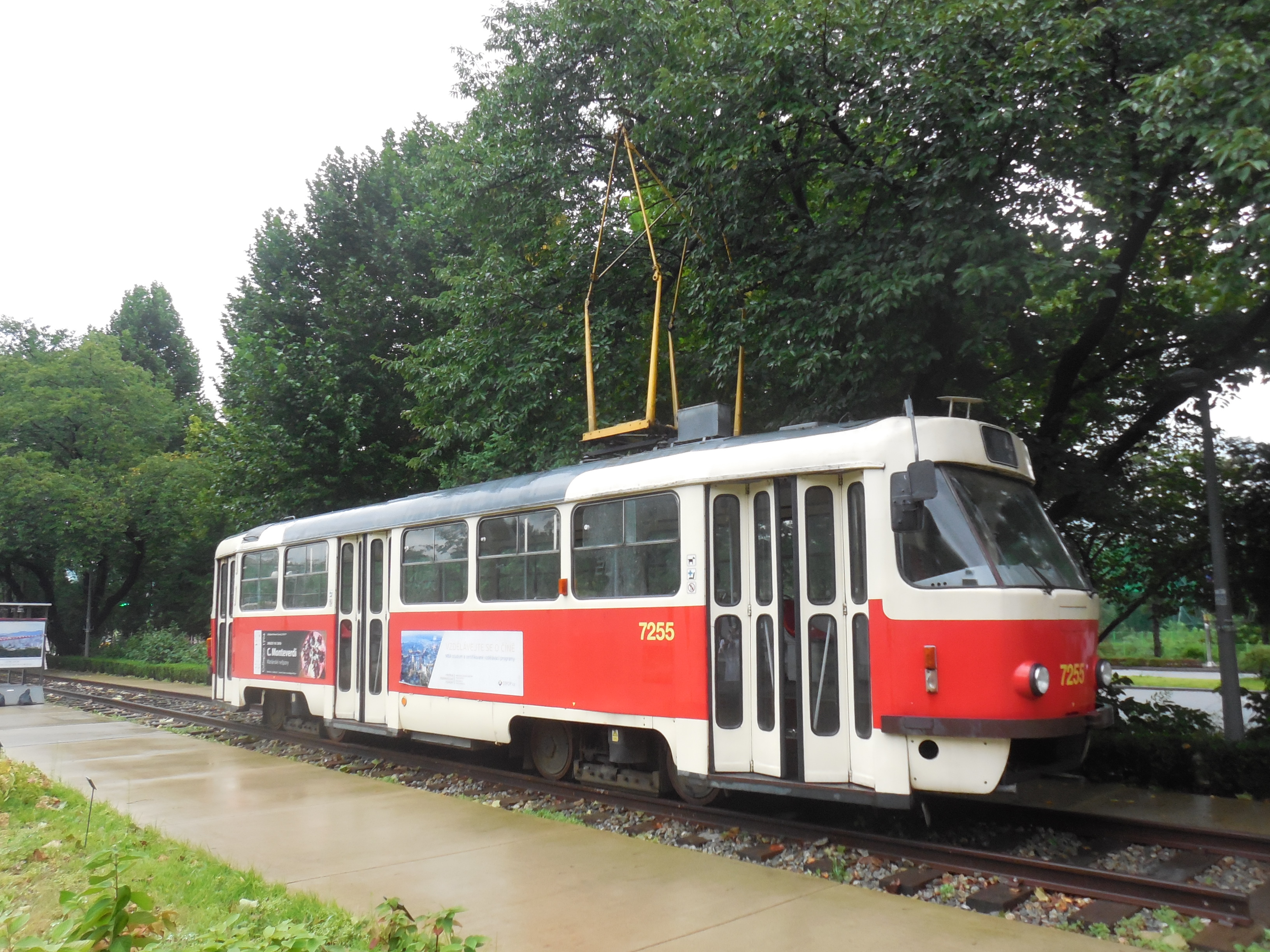
체코 전차 7255호
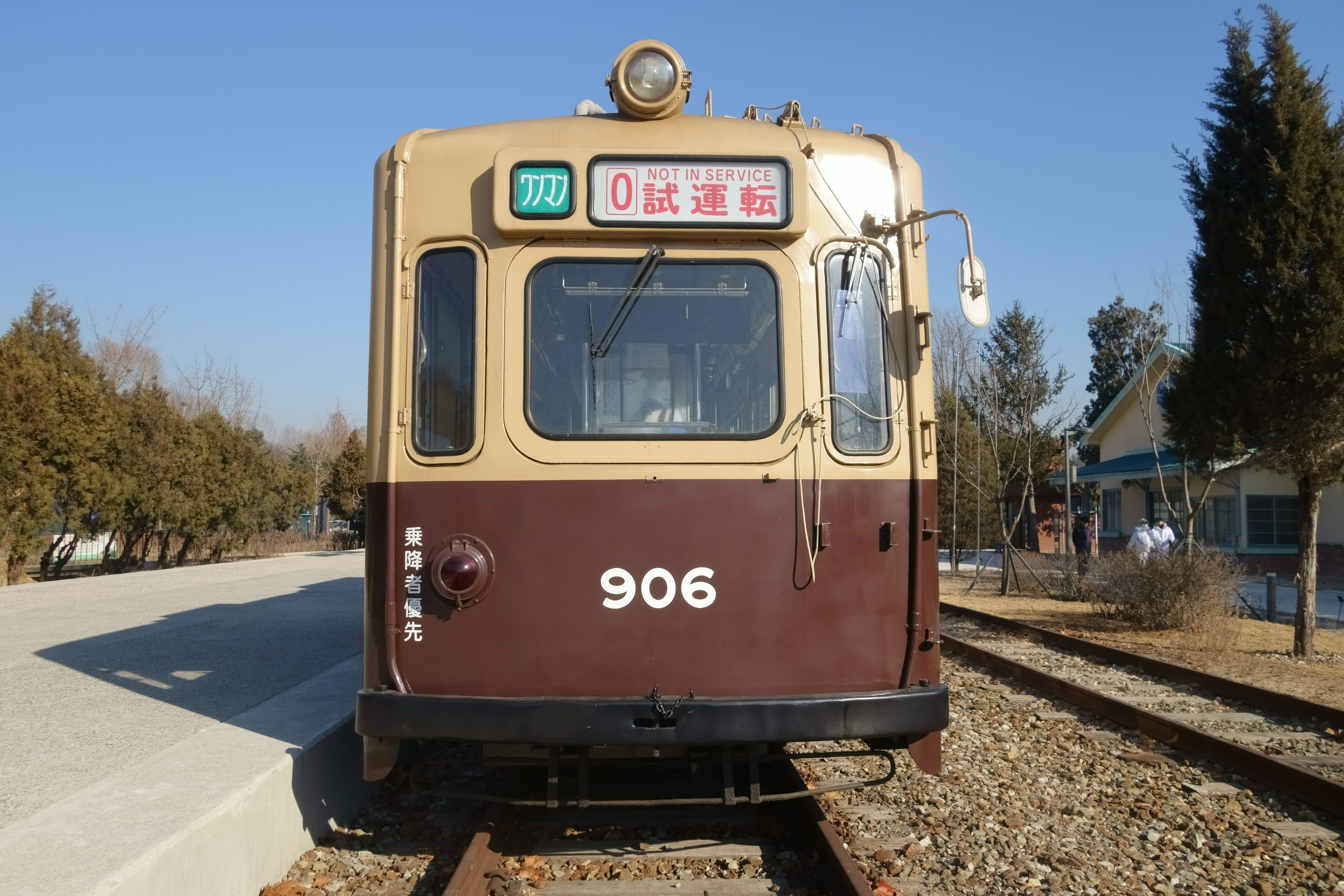
히로시마 전차 906호